# Die Gottesanbeterin (2001)
Die Gottesanbeterin ist ein österreichischer Spielfilm aus dem Jahr 2001. Regie führte Paul Harather, der auch zusammen mit Susanne Freund und Gerda E. Grossmann das Drehbuch schrieb. In den Hauptrollen der schwarzen Komödie sind Christiane Hörbiger, Udo Kier, Jan Niklas und Peter Faerber zu sehen.

## Handlung
Die Mutter und Ehefrau Trixi Jancik führt ein Doppelleben. Daheim ist sie die ruhige und genügsame Gattin, aber wenn sie die schwarze Perücke aufsetzt, geht sie ihrer Leidenschaft für das Wetten auf der Rennbahn nach. Hier verspielt sie das Haushaltsgeld und träumt von einem besseren Leben.
Ein  normaler Streit zu Hause lässt die Situation eskalieren und Trixi mischt ihrem Mann tödliche Medikamente in einen Cocktail. Nun genießt sie ihre Freiheit, doch das Geld ist bald aufgebraucht. Eine reiche Bekanntschaft aus dem Internet bringt die Erlösung, allerdings ist bald wieder alles beim Alten. Trixi greift wieder zur Medikamentenflasche. Doch bald meldet sich ihr früherer Nachbar Karli, der ihr auf die Schliche gekommen ist und einen Anteil will.

## Hintergrund
Der Film Die Gottesanbeterin basiert auf dem tatsächlichen Fall der Giftmörderin Elfriede Blauensteiner, die auch als „Schwarze Witwe“ bezeichnet wurde.

## Rezeption
Der Filmdienst meinte: „Vor allem in der Hauptrolle hervorragend interpretiert, unterhält der stilsicher inszenierte Film auf ebenso verstörende wie makabre Weise.“
Dieter Wunderlich schrieb, „Die Gottesanbeterin“ sei eine unterhaltsame Satire, „in der die Gesellschaft vorwiegend aus Mördern, Erpressern, Perversen und ebenso geilen wie ekelhaften Männern zu bestehen scheint.“ Er lobte vor allem die Eingangsszene, in der Trixis verloren gegangener Ehering über mehrere Zwischenstationen schließlich bei Prinzessin Diana landet.

## Auszeichnungen
2002 wurde Christiane Hörbiger für diese Rolle mit dem Ernst-Lubitsch-Preis ausgezeichnet.